# Éblouie par la nuit
Éblouie par la nuit è una canzone di Zaz scritta da Raphaël nel 2010 e pubblicata la prima volta il 10 maggio 2010 nell'album Zaz.

## Cinema
Il brano musicale fa parte della colonna sonora del film Dead Man Down uscito nel 2013 e diretto da Niels Arden Oplev, con Colin Farrell, Noomi Rapace e Terrence Howard.